# アウグスト (オルデンブルク大公)
パウル・フリードリヒ・アウグスト（Paul Friedrich August, 1783年7月13日 - 1853年2月27日）は、第3代オルデンブルク大公（在位：1829年 - 1853年）。フリードリヒ・アウグスト1世（Friedrich August I.）とも呼ばれる。

## 生涯
アウグストはオルデンブルク公国摂政宮のペーター・フリードリヒ・ルートヴィヒ公子（後のペーター1世）と、その妻フリーデリケ・フォン・ヴュルテンベルクのあいだに長男として生まれ、1803年から1805年までライプニッツ大学に在籍した。1811年にオルデンブルクがフランス軍に占領されると、父と一緒にロシアに亡命し、第六次対仏大同盟戦争に参加した。
アウグストは1811年から1816年までエストニア総督を務め、この地域の農奴制の廃止に向けての下準備となるような政策を採用した。1812年から1814年まで戦争に従軍した後、アウグストは最初ロシアに戻ったが、結局1816年には故国オルデンブルクに帰った。
アウグストは1817年、アンハルト＝ベルンブルク＝シャウムブルク＝ホイム侯ヴィクトル2世の娘アーデルハイトと結婚したが、彼女は娘を2人産んだだけで1820年に亡くなった。そこでアウグストは1825年、亡きアーデルハイトの妹イーダを2番目の妻に迎えたが、イーダも世継ぎとなるニコラウス・フリードリヒ・ペーターを産んだのみで早死した。1831年、アウグストはスウェーデンの廃王で又従兄にあたるグスタフ4世アドルフの末娘セシリアと三度目の結婚をした。

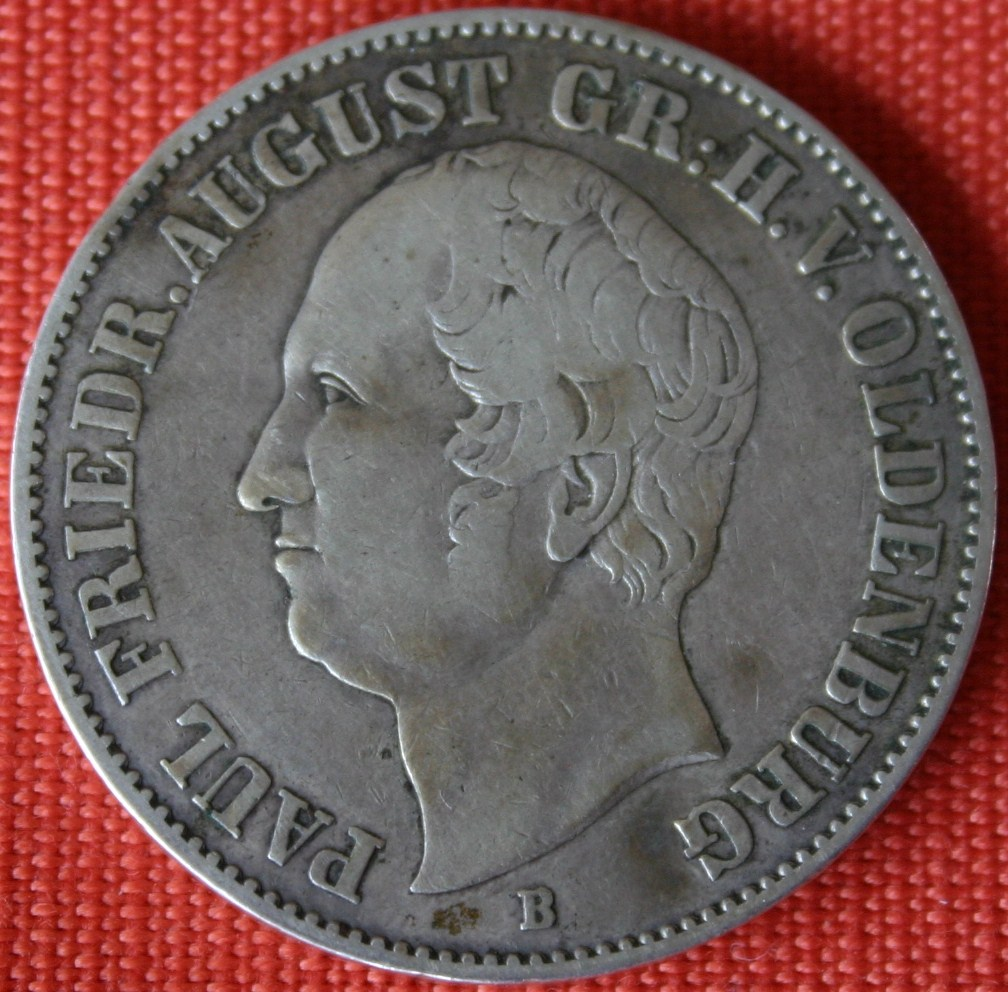
アウグストの姿を刻んだ1846年発行のターラー硬貨

アウグストは1821年より大公世子として実質的な統治権を握っていたが、1829年に父が死ぬと、正式に大公の地位を継承した。アウグストはオルデンブルクの君主としては初めて公式に「大公」の称号を用い、これに伴ってオルデンブルク公国も大公国に昇格した（1815年のウィーン会議でオルデンブルクは大公の称号を認められていたが、実際に使われてはいなかった）。アウグストは1838年、父の名誉を讃えるべく、父の名を冠した勲章「Oldenburgischer Haus- und Verdienstorden des Herzogs Peter Friedrich Ludwig」を創設した。
大公国政府は1831年、旧来の村落共同体に代えて身分階級を基礎においた基本法として市町村法を制定した。しかし1848年革命が起きると、民衆は新しい憲法の制定を要求した。激しい抗議行動と評議会からの要求に押される形で、大公は1849年2月18日に大公国議会で取り決められた国家基本法を承認したが、これは1852年に修正された。
アウグストの治世にアンマーラント郡の僻地に形成された新しい開拓村落は、大公の名を冠してアウグストフェルンと名付けられた。アウグストフェルンの村の広場には、アウグストの胸像が置かれており、オルデンブルク大公国時代を偲ばせる。

## 子女
アウグストは1817年、アンハルト＝ベルンブルク＝シャウムブルク＝ホイム侯ヴィクトル2世の娘アーデルハイトと最初の結婚をした。夫妻は2人の娘をもうけた。
- アマーリエ（1818年 - 1875年） - ギリシア王オソン1世と結婚
- フリーデリケ（1820年 - 1891年） - マクシミリアン・エマヌエル・フォン・ヴァーシングトン男爵（ジョージ・ワシントンの遠戚）と貴賤結婚

1825年、アウグストは死別した最初の妻の妹イーダと再婚し、間に息子を1人もうけた。イーダともやはり死別した。
- ペーター（1827年 - 1900年） - オルデンブルク大公

1831年、スウェーデンの廃王グスタフ4世アドルフの娘セシリアを3度目の妻に迎え、間に3人の息子をもうけた。
- アレクサンダー（1834年 - 1835年）
- ニコラウス（1836年 - 1837年）
- エリマー（1844年 - 1895年）